# ریشارد فون کولمان
ریشارد فون کولمان (آلمانی: Richard von Kühlmann; ۳ مهٔ ۱۸۷۳ – ۱۶ فوریهٔ ۱۹۴۸) دیپلمات، و سیاستمدار اهل آلمان بود. او از ۶ اوت ۱۹۱۷ تا ۹ ژوئیه ۱۹۱۸ به عنوان وزیر امور خارجه آلمان خدمت کرده‌است.